# Costanzo III
Flavio Costanzo, meglio noto come Costanzo III (in latino Flavius Constantius; Naisso, 370 circa – Ravenna, 2 settembre 421), è stato un politico e generale romano che divenne imperatore nel 421, assieme al cognato Onorio. Vero detentore del potere per la maggior parte degli anni 410.

## Biografia

### Guerra contro gli usurpatori (411-413)

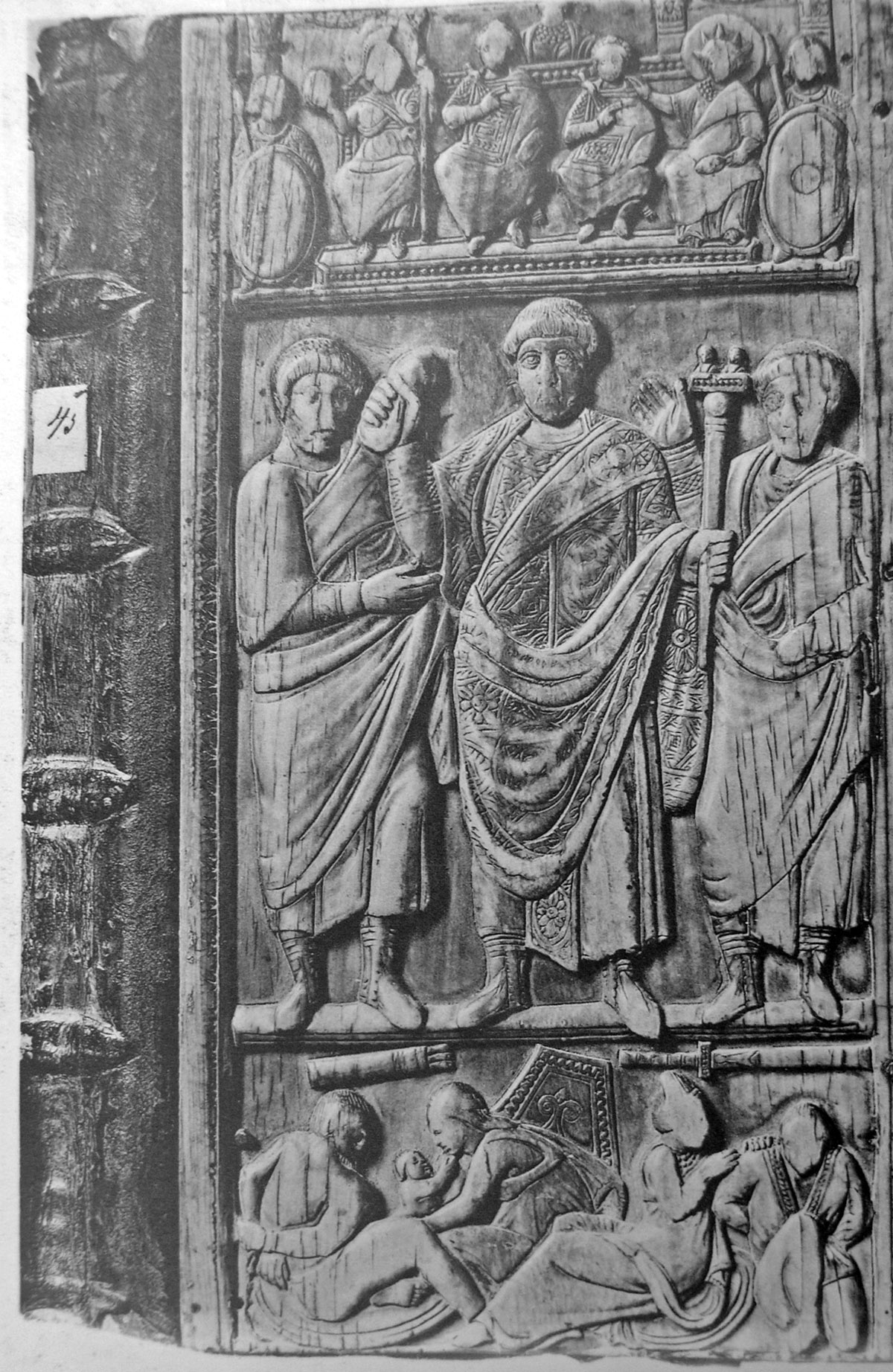
Dittico consolare di Costanzo, per il consolato del 413 o 417

Cristiano, nacque a Naissus (moderna Niš, in Serbia). Flavio Costanzo fu un soldato di carriera di origini non barbare che combatté in Oriente in diverse campagne di Teodosio I, per poi trasferirsi nell'esercito d'Occidente dopo le campagne di Teodosio contro l'usurpatore Eugenio. Salì fino al massimo grado, quello di magister militum, sotto Onorio. Secondo Heather è possibile che sia stato un sostenitore di Stilicone: infatti fu proprio Costanzo a occuparsi di giustiziare i responsabili dell'esecuzione di Stilicone, tra cui Olimpio, giustiziato a bastonate. Costanzo iniziò la sua scalata al potere intorno al 410, usando la violenza per eliminare i rivali: accusò Allobicio di essersi accordato con l'usurpatore Costantino "III", determinando la sua caduta in disgrazia ed esecuzione; poco tempo dopo, in seguito alle vittorie ottenute contro gli usurpatori Costantino e Geronzio, vendicò l'assassinio di Stilicone, facendo mozzare le orecchie e uccidere Olimpio.
Nel 411, nominato comes o magister militum, si risolse a recuperare per Onorio il controllo dei territori gallici e ispanici finiti in mano a usurpatori: comandando personalmente la fanteria, mentre a Ulfila spettò il comando della cavalleria, sconfisse Geronzio, generale di Massimo (usurpatore in Hispania), e Costantino "III" ad Arelate. Costantino si era ribellato contro Onorio (407), ma poi era entrato in contrasto col proprio generale Geronzio, che aveva proclamato imperatore Massimo (409); Geronzio aveva poi assediato Costantino dentro la città di Arelate (411), ma l'arrivo delle truppe di Costanzo dall'Italia l'aveva messo in grossa difficoltà, essendo allo stesso tempo assediante ed assediato. Geronzio venne abbandonato dalle truppe e poi ucciso in Hispania. Tolto di mezzo il capace generale, Costanzo pose l'assedio alla città per tre mesi, finché il generale di Costantino, Edobico, inviato oltre la frontiera a trovare alleati, non tornò con un grande esercito di Franchi e Alamanni. Di fronte alle mura di Arelate, Costanzo affrontò e sconfisse Edobico, che venne poi tradito e ucciso da un suo amico. Costantino fu costretto ad arrendersi a Costanzo quando le proprie truppe renane lo abbandonarono per allearsi all'altro usurpatore, Giovino. Costanzo concesse un salvacondotto a Costantino, che si era fatto ordinare sacerdote, ma lo fece poi catturare e uccidere. Costanzo si occupò poi di Giovino, eletto imperatore da Alani e Burgundi e appoggiato dai Visigoti: il generale romano fece in modo che i Visigoti abbandonassero Giovino, che fu così rovesciato. Nel frattempo, però, il comes d'Africa, Eracliano, rivale di Costanzo, si rivoltò, nel tentativo forse di minare l'influenza di Costanzo su Onorio, ma il suo attacco all'Italia fallì venendo vinto in battaglia da un generale di Costanzo e ucciso. Costanzo usò le proprietà confiscate a Eracliano per coprire le spese per il suo primo consolato (414). Sconfitti tutti gli usurpatori, Costanzo ebbe ora a disposizione tutte le forze dell'Impero per poter tentare un attacco ai gruppi barbari che si erano stanziati in Gallia e in Spagna; prima di volgersi contro i Visigoti, Costanzo decise comunque di assicurarsi la fedeltà delle truppe che in passato avevano appoggiato gli usurpatori, concedendo loro un aumento di stipendio.

### Contro Ataulfo (415-416)
Nel 412 i Visigoti di Ataulfo, abbandonata l'Italia, entrarono in Gallia. Nel 414 iniziò un'offensiva militare contro i Visigoti; in risposta, Ataulfo nominò imperatore Prisco Attalo, già usurpatore contro Onorio. L'intenzione di Ataulfo era di ottenere un ruolo politico di primo piano nell'Impero e per questo motivo sposò Galla Placidia (figlia di Teodosio I, fatta prigioniera durante il sacco di Roma del 410) ed ebbe un figlio da lei, Teodosio, in modo da imparentarsi con la famiglia imperiale; non avendo avuto figli Onorio, il figlio di Ataulfo e di Galla Placidia avrebbe potuto vantare pretese al trono d'Occidente. Tuttavia né Onorio né Costanzo accettarono le pretese di Ataulfo, volendo sì indietro Galla Placidia ma non alla condizione di concedere al suo marito goto un ruolo preminente a corte. Nel frattempo Costanzo, invece di arrischiare il suo esercito in battaglia, decise di sfruttare un punto debole dei Goti, la loro difficoltà di procurarsi i rifornimenti, bloccando loro tutte le vie di comunicazione: il blocco imposto da Costanzo ai porti gallici fu tanto efficace che i Visigoti abbandonarono la Gallia e la città di Narbona per l'Hispania, nel 415. Prisco Attalo tentò di fuggire, ma fu catturato dalle forze di Costanzo e inviato a Ravenna, mentre il sovrano visigoto fu ucciso da un Goto che era stato al seguito del rivale Saro (estate del 415). Morti Ataulfo e il suo successore Sigerico, nello stesso anno Costanzo stipulò un trattato col nuovo re visigoto Vallia: in cambio di 600 000 misure di grano e del territorio della regione d'Aquitania, dai Pirenei alla Garonna, i Visigoti, in qualità di alleati ufficiali ovvero stato vassallo dell'impero (foederati), si impegnavano a combattere in nome dei Romani i Vandali, gli Alani e i Suebi, che nel 406 avevano attraversato il fiume Reno e si erano dislocati nella provincia d'Hispania. L'accordo prevedeva anche la liberazione di Galla Placidia, sorella di Onorio, la quale, nel 417, andò in sposa a Costanzo, legandolo alla Casata di Teodosio. Il 1º gennaio 417 avvenne il matrimonio tra i due; nello stesso giorno Costanzo festeggiò l'inizio del suo secondo consolato.

### Ristabilimento dell'autorità romana nelle Gallie e in Hispania (416-421)

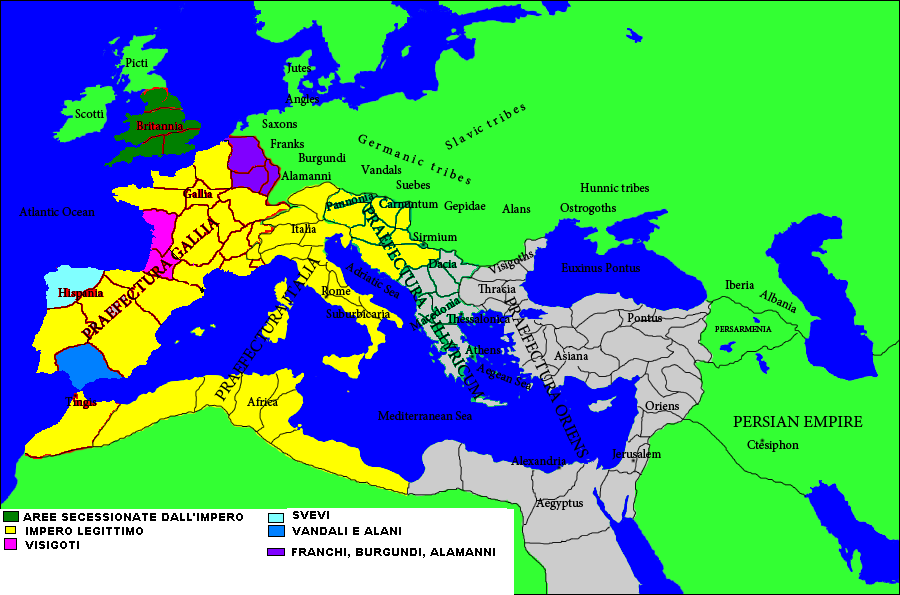
L'Impero romano d'Occidente nel 421. In giallo la parte dell'Impero rimasta sotto il controllo di Onorio. In altri colori i Barbari in Spagna e in Gallia e la Britannia uscita dall'orbita dell'Impero. Grazie all'operato di Flavio Costanzo, rispetto al 410, l'Impero aveva recuperato la Gallia, sconfiggendo usurpatori e ribelli, e una parte della Spagna, annientando, grazie ai Visigoti, gli Alani.

I Goti condotti da Vallia ottennero dei promettenti ma effimeri a lungo termine successi contro i Vandali e gli Alani in Hispania, come narrato da Idazio:
(Idazio, Cronaca, anni 416-418.)
Ricevute da Vallia le province riconquistate di Cartaginense, Betica e Lusitania, Costanzo premiò Vallia e i Visigoti permettendo loro di stanziarsi in qualità di foederati (alleati dell'Impero) nella Valle della Garonna, in Aquitania, dove ottennero terre da coltivare. L'Aquitania sembra sia stata scelta da Costanzo come terra dove far insediare i Visigoti per la sua posizione strategica: infatti era vicina sia dalla Spagna, dove rimanevano da annientare i Vandali Asdingi e gli Svevi, sia dal Nord della Gallia, dove forse Costanzo intendeva impiegare i Visigoti per combattere i ribelli separatisti Bagaudi nell'Armorica. Per riallacciare i rapporti con i grandi proprietari terrieri gallici, alcuni dei quali, lasciati in balia dei barbari, avevano preferito trasferire la loro alleanza dall'Impero ai barbari per scongiurare una possibile confisca dei loro terreni da parte dei nuovi padroni, Costanzo spinse Onorio a istituire un concilio delle sette province (della Gallia a sud della Loira), che si riuniva ogni anno ad Arelate. La prima seduta si tenne nel 418 ed è possibile che abbia riguardato il problema delle terre da assegnare ai Visigoti.
Nel frattempo, nel 417 Costanzo inviò Esuperanzio in Armorica, per sedare la rivolta dei Bagaudi e restituire la Gallia nord-occidentale all'Impero, ed è plausibile che Costanzo abbia pensato di intervenire persino in Britannia. Nel 420 inoltre una cronaca riporta che il generale Castino, sottoposto di Costanzo, combatté contro i Franchi. Nel frattempo in Galizia, Gunderico, re dei Vandali, rinforzato dagli Alani superstiti, mosse guerra agli Svevi: i Romani, nel 420, reagirono, spingendo i Vandali a trasferirsi in Betica.

### Matrimonio con Galla Placidia ed elevazione al trono
Ricevette l'onore del titolo di patricius, iniziando a esercitare sempre più influenza sul debole Onorio; da Galla Placidia ebbe Valentiniano III e Giusta Grata Onoria, mentre l'8 febbraio 421 divenne co-imperatore, divenendo l'effettivo signore dell'occidente. Curiosamente, si lamentò della perdita di libertà personale causata dall'assunzione della porpora. L'elevazione di Costanzo non fu però riconosciuta dal collega d'oriente, il nipote di Onorio Teodosio II; si tramanda che Costanzo stesse organizzando una spedizione militare in oriente per far riconoscere i propri diritti, quando morì all'improvviso, il 2 settembre 421, dopo appena sette mesi di regno.
La carriera di Costanzo, che salì dai vertici dell'esercito romano sino al soglio imperiale, influenzò figure successive, tra cui Aezio e Ricimero; solo Petronio Massimo riuscì a imitarlo, però, regnando per un periodo ancora più breve.

## Costanzo III nella storiografia

### Fonti antiche
Orosio loda Costanzo per essere stato il primo generale romano non barbaro dopo lungo tempo e per i suoi successi militari.
Olimpiodoro di Tebe lo descrive così:
Sempre Olimpiodoro però riferisce che il matrimonio con Placidia lo rese avido:
Curiosamente, secondo sempre Olimpiodoro, si lamentò della perdita di libertà personale causata dall'assunzione della porpora:
Secondo però Muratori:
(Antonio Lodovico Muratori, Annali d'Italia, anno 421.)

### Storiografia moderna
Costanzo fu indubbiamente un grande generale, che risollevò le sorti di un travagliato impero. Nel 410 la situazione dell'Impero d'Occidente non poteva essere più disperata, con l'Italia in balia di Alarico, la Gallia in mano agli usurpatori e la Spagna occupata dai Barbari; Costanzo riuscì nell'impresa di sconfiggere gli usurpatori gallici, di raggiungere un compromesso tutto sommato accettabile con i Visigoti e di utilizzare i Visigoti stessi contro i Barbari della Spagna, sterminandone almeno una metà.
Tuttavia non bisogna negare che, nonostante i successi di Costanzo, la situazione dell'Impero fosse ancora precaria: da un'analisi della Notitia dignitatum, Peter Heather ha potuto ricavare che dalle lotte tra il 405 e il 420 l'esercito comitatense romano occidentale perse quasi metà dei suoi reggimenti, e le enormi perdite non poterono essere colmate adeguatamente, a causa della diminuzione del gettito fiscale dovuta alle devastazioni belliche, con conseguente improduttività dei campi, e alla perdita di vari territori finiti in mano barbara. La diminuzione del gettito fiscale comportò infatti una diminuzione dei fondi a disposizione per mantenere e equipaggiare l'esercito, con conseguente difficoltà economica di arruolare nuove truppe: cosicché le perdite enormi dovute alle guerre si dovettero colmare per lo più spostando reggimenti di limitanei nell'esercito campale, con conseguente perdita di quantità (in quanto il totale delle truppe, comitatensi più limitanei, era diminuito) e qualità (perché i limitanei promossi a comitatensi non avevano ricevuto un addestramento adeguato), mentre furono relativamente pochi i nuovi reggimenti campali costituiti tramite reclutamento di nuove leve di prima classe ("veri" comitatensi).
Secondo Heather il decesso di Costanzo portò a un peggioramento della situazione per l'Impero:
(Peter Heather, La caduta dell'Impero romano, p. 316 e p. 322.)